# José Torres de Vidaurre
José Torres de Vidaurre (Lima, Perú,  24 de julio de 1901-11 de marzo de 1979) fue un poeta y periodista peruano. Fue autor de las obras Amor Infinito, el Romancero Criollo y otros; además que trabajó en el diario El Comercio bajo la columna Apropósitos, con su seudónimo de Pancho Fierro.

## Biografía
Nieto del coronel Pedro de Vidaurre, vencedor de Junín y Ayacucho; bisnieto del Fundador de la independencia de Perú e ideológo de la integración latinoamericana  Manuel Lorenzo de Vidaurre Encalada . Tal es el origen materno del poeta.  

Abraham Valdelomar escribiría en 1915:

Siga usted vehemente y apasionado Torres de Vidaurre, tañendo su dolor y sus ensueños. Días vendrán en que, como dice la Biblia, los Elegidos se sentarán nuevamente en su trono.

En 1920 viajó a Cuba, donde se relacionó con la juventud intelectual de entonces, entre ellos Rubén Martínez Villena, quien estando en prisión en 1923 se dirigirá a él con  su Mensaje lírico civil, un documento emblemático para la Revolución Cubana. Aquí colaborará en la Revista Social, escribiendo al lado de Juan Ramón Jiménez, Amado Nervo, Antonio Machado y Gabriela Mistral entre otros. 
Luego viajó a España, donde recibió las enseñanzas de grandes literatos como Miguel de Unamuno y Ramón del Valle Inclán.
A su paso por Francia entró en contacto con Cesar Vallejo, con quien entabló una estrecha amistad. Vicente Huidobro también será contertulio suyo y amigo personal.
De él dirá Vallejo en una carta al artista Carlos Quispez Asín:
¿Y Torres de Vidaurre? Es otro hermoso espíritu a quien admiro. Pablo Abril me escribió que Vidaurre vendría a París de un día a otro. Si lo ve, dígale que apenas venga, me busque.
En 1924 publicó su primer poemario, titulado El amor infinito en la Editorial Alejandro Puello de Madrid, al que seguirán muchas obras más, entre ellas: Los cometas mártires en 1927, Novela ejemplar del caballero romántico en 1932, Romancero criollo 1935 (para algunos la obra cumbre del autor), premiada en 1938 por la Municipalidad de Lima y reeditada en 1940. 
En 1934 se inició en el periodismo hablado al país a través de la primera «Revista oral» emitida por radio Weston.
En el periodismo profesional se inició en el diario El Comercio de Lima en 1936, donde trabajará hasta 1974, y en ese mismo año comenzó a escribir la sección «Apropositos», con el seudónimo de Pancho Fierro, un conjunto de artículos por los cuales mereció el Premio Nacional de Periodismo Antonio Miró Quesada en 1949.
Trabajó en Prensa y Propaganda del Ejército y fue miembro Honorario del Centro de Altos Estudios Histórico-Militares.
En 1950, a solicitud del Presidente de la República, publicó el Romancero de la Expedición Libertadora. Siguen a esta obra Mar solitario y otros poemas en 1953, y más tarde Páginas Torres de Vidaurre, y algunas recopilaciones de anotaciones históricas como Lima en crónica e Historias del Perú.
Entre los diversos cargos institucionales que ocupó, fue presidente de la A.N.P. y dirigente de la ANEA.
En 1973, publicó Romanceros peruanos, que no es sino una recopilación de sus tres romanceros anteriormente publicados: Romancero criollo, Romancero de la guerra y Romancero de la expedición libertadora.
Falleció en Lima el domingo 11 de marzo de 1979.